# Arisaka
Arisaka (有坂銃 Arisaka-jū) es una familia de fusiles de cerrojo japoneses cuya producción comenzó aproximadamente en 1898, cuando reemplazó al Fusil Murata, y continúo hasta el final de la Segunda Guerra Mundial en 1945. Las variantes más comunes incluyen al Fusil Tipo 38 calibre 6,5 mm y al Fusil Tipo 99 calibre 7,70 mm, cuyo cartucho era tan potente como un .308 Winchester moderno. Varios miles de fusiles Tipo 99 fueron llevados a los Estados Unidos por soldados durante y después de la guerra.

## Historia
El fusil Arisaka fue diseñado por el Coronel Nariakira Arisaka (有坂 成章; 1852 - 1915), que posteriormente fue ascendido a Teniente General y además recibió del Emperador Meiji el título de Barón en 1907. En el transcurso de varias guerras, se produjeron varios lotes y variantes, incluyendo la transición del calibre 6,5 mm del Tipo 38 al más grande 7,70 mm del Tipo 99 y la introducción de una variante para paracaidistas que podía desarmarse y armarse fácilmente para hacerlo más compacto. Pruebas en fusiles Arisaka realizadas después de la guerra mostraron que sus cerrojos y cajones de mecanismos estaban hechos de acero al carbono "similar al SAE No. 1085, con un contenido de carbono del 0,80% al 0,90%, y un contenido de magnesio del 0,60% al 0,90%". Durante pruebas destructivas, los Arisaka demostraron ser más fuertes que la mayoría de los fusiles aliados. Algunos fusiles Tipo 99 de los primeros lotes estaban equipados con un monópode plegable de alambre para mejorar la precisión al disparar en posición cuerpo a tierra, pero debido a la frágil naturaleza del alambre, en el mejor de los casos era una temblorosa plataforma de tiro. Las alzas además tenían regletas horizontales plegables para poder calcular la caída de la bala y poder disparar contra aviones. Al final de la Segunda Guerra Mundial, se fabricaron nuevos modelos substitutos con el fin de abaratar el abastecimiento de las Fuerzas Armadas Imperiales; por ejemplo, el cabo ovoidal del mango del cerrojo de los primeros modelos fue reemplazado por un pequeño cilindro, se retiró la cubierta protectora del cañón y se instalaron toscos mecanismos de puntería fijos. 

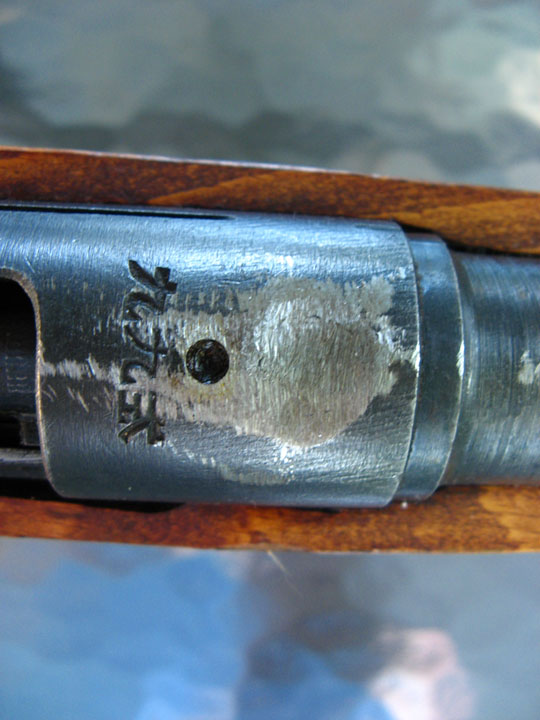
"Mum" fresado.

El fusil Arisaka fue ampliamente utilizado en todos los lugares donde el Ejército Imperial Japonés luchó. Antes de la Segunda Guerra Mundial, los Arisaka fueron empleados por la Royal Navy y el Ejército ruso, así como en Finlandia y Albania. La Legión Checa que luchó en la Guerra Civil Rusa estaba casi completamente equipada con fusiles Tipo 30 y Tipo 38. Muchos fusiles Arisaka capturados fueron empleados en el Lejano Oriente tanto durante como después de la Segunda Guerra Mundial, como por ejemplo en China, Tailandia y Camboya. Sin embargo, toda la producción de fusiles y munición cesó abruptamente tras la rendición de Japón en el verano de 1945, por lo que el Arisaka rápidamente se volvió obsoleto. Ya que la mayoría del inventario de la Armería Imperial Japonesa fue hundido en la Bahía de Tokio tras firmar la rendición, la munición también se volvió escasa.
Sin embargo, se siguieron produciendo cartuchos 6,5 x 50 Arisaka en China para emplearlos en sus fusiles Arisaka capturados. 

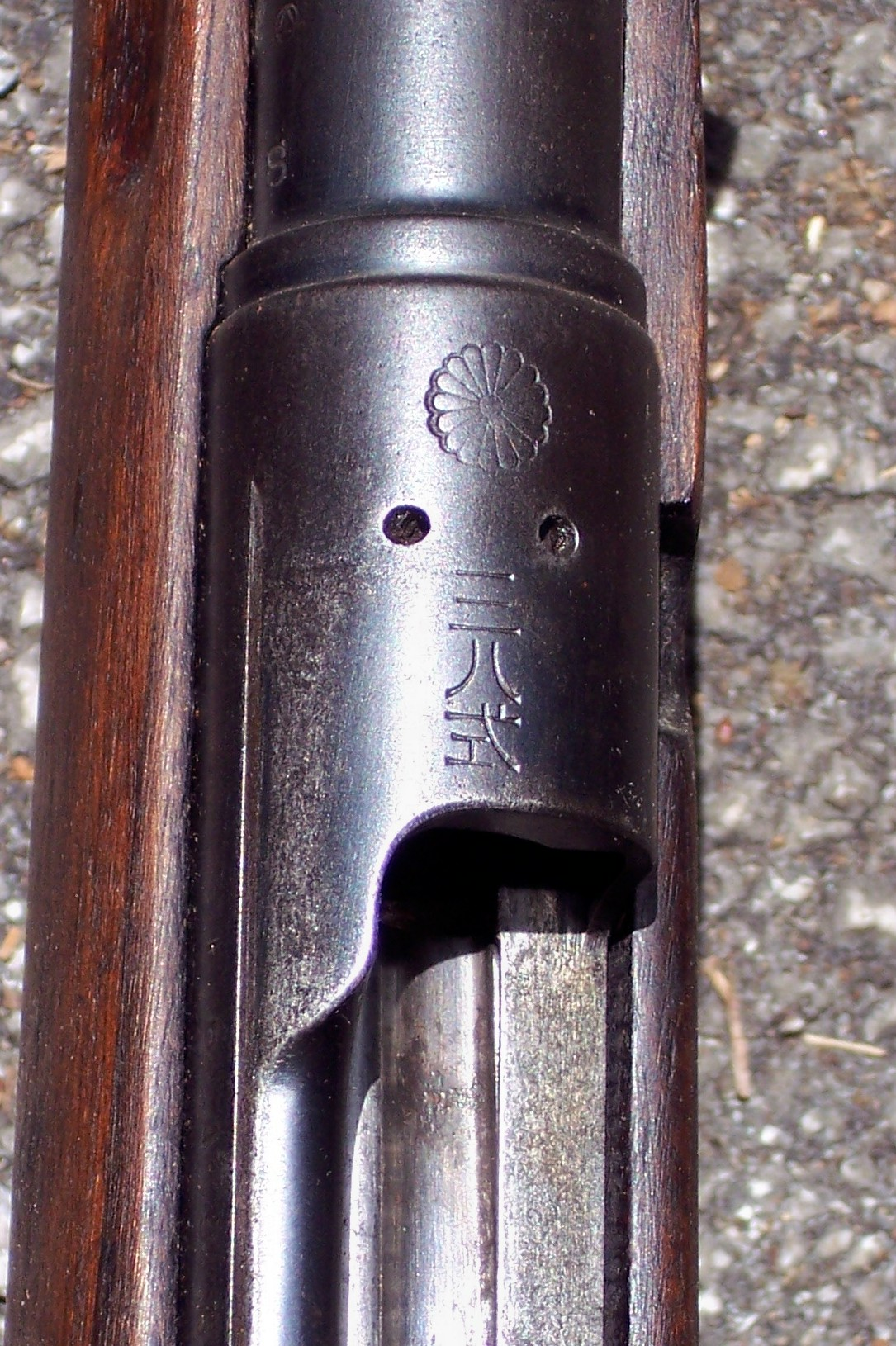
"Mum" intacto.

La marca de propiedad del Emperador, un crisantemo de 16 pétalos conocido como el Mon, ha sido frecuentemente raído mediante lijadura o fresado en los fusiles sobrevivientes. Hay afirmaciones contradictorias, como que fue el resultado de una orden del Alto Mando japonés emitida antes de la rendición o que fue obra de burócratas estadounidenses de ocupación antes de aprobar el permiso para que un soldado pueda llevarse a casa el fusil como un recuerdo. No se han encontrado documentos tanto de las fuerzas japonesas como estadounidenses que indiquen la obligación del raído. Los únicos fusiles Arisaka con Crisantemos Imperiales intactos se encuentran en Japón, aunque hay unos cuantos en los fusiles capturados como trofeos de guerra antes de la rendición, así como en los fusiles capturados por los chinos. Algunos de los fusiles Arisaka capturados por los chinos fueron posteriormente exportados a los Estados Unidos, incluyendo algunas Carabinas Tipo 38 recalibradas para el cartucho chino estándar 7,62 x 39. Algunos fusiles Tipo 38 capturados por las fuerzas del Kuomintang fueron recalibrados para emplear el cartucho 7,92 x 57.
Muchos de los Crisantemos Imperiales fueron totalmente raídos, pero algunos solamente fueron rayados con un cincel o tienen la cifra "0" estampada repetidamente sobre los bordes. La segunda forma se hacía habitualmente en fusiles retirados del servicio militar japonés (por lo tanto, ya no eran propiedad del Emperador), incluyendo a los fusiles entregados a escuelas o vendidos a otros países, tal como la compra de varios fusiles Tipo 38 por la Royal Navy en la Primera Guerra Mundial para que el Ejército pudiese disponer de fusiles SMLE.
Un lote muy pequeño de fusiles Tipo 38 fue producido para México en 1910, con el escudo de armas mexicano en lugar del Crisantemo Imperial. Pero pocos llegaron a México antes de la Revolución Mexicana y la mayoría se quedó en Japón hasta la Primera Guerra Mundial, cuando fueron vendidos al Imperio ruso.

## Modelos

### Tipo 30
Fue el primer fusil de la familia Arisaka y el primero en emplear el cartucho 6,5 x 50 Arisaka.

### Tipo 35
Su designación oficial era Fusil naval Tipo 35. 
Fue una versión modificada del Tipo 30 para las Fuerzas Navales Especiales de Desembarco, hecha por Kijirō Nambu. Los cambios incluían un alza tangencial, cubierta protectora del cerrojo que debía retirarse para cargar (al contrario de las cubiertas protectoras que se movían con el cerrojo de los modelos posteriores), seguro de forma tubular, remate de la manija del cerrojo más grande, cabezal del cerrojo mejorado, portilla de gas en el cuerpo del cerrojo y recámara mejorada para facilitar la recarga.
También empleaba el cartucho 6,5 x 50 Arisaka.  

### Tipo 38
Un modelo común producido por largo tiempo. También empleaba el cartucho 6,5 x 50 Arisaka.

### Tipo 44
Es una carabina que emplea el cartucho 6,5 x 50 Arisaka. Es conocida por su bayoneta plegable.

### Tipo 99
El principal fusil japonés de la Segunda Guerra Mundial. Tuvo diversas variantes. Empleaba el cartucho 7,70 x 58 Arisaka.

## Bayonetas

### Tipo 30
Creda simultáneamente con el fusil Tipo 30, esta bayoneta es compatible con todas las variantes del fusil Arisaka, excepto la carabina Tipo 44. Tiene 20 variantes, siendo categorizada en fases de producción inicial, media y de finales de la guerra. También puede montarse en las ametralladoras ligeras Tipo 96 y Tipo 99.

### Tipo 35
La bayoneta Tipo 35 es una Tipo 30 ligeramente modificada, hecha específicamente para el fusil Tipo 35. Sus dimensiones son casi iguales a las de la Tipo 30. La única diferencia entre ambas es que la Tipo 35 tiene un retén accionado por resorte que se encaja en la vaina cuando no es empleada.
Se fabricaron unas 8.400.000.

### Tipo 44
Fijada de forma permanente en la carabina Tipo 44, esta bayoneta de pincho se pliega bajo el guardamanos y no interfiere con el cañón cuando es desplegada.

### Tipo 2
Como la gran longitud de la bayoneta Tipo 30 era inadecuada para portarse con el equipo personal de un paracaidista, se creó esta bayoneta tipo cuchillo para resolver este problema. Era 20 cm más corta que la Tipo 30, con una longitud total de 323 mm. Fue empleada principalmente con el fusil TERA Tipo 2 o el subfusil Tipo 100 por los Teishin Shudan y las tropas paracaidistas de la Armada Imperial Japonesa.
Se fabricaron unas 25.000.

## Usuarios
- Imperio japonés: empleado por las Fuerzas Armadas Imperiales.
- Camboya: empleó fusiles capturados o confiscados a los japoneses.
- Checoslovaquia: empleado por la Legión Checoslovaca durante la Guerra Civil Rusa.[5]
- China: empleó fusiles capturados o confiscados a los japoneses.
- Estonia: fue empleado en la Guerra de Independencia de Estonia y por la Kaitseliit. Muchos fueron recalibrados para emplear el cartucho .303 British.
- Finlandia: el Ejército finlandés empléo algunos fusiles Arisaka.[6]
  -  Delegación popular de Finlandia: Empleó fusiles Arisaka en la guerra civil finlandesa.
- Imperio austrohúngaro: capturó algunos en el Frente del Este durante la Primera Guerra Mundial. Cuando se les acabaron sus cartuchos, algunos fueron modificados para disparar el cartucho 6,5 x 54 Mannlicher-Schönauer y sus alzas posiblemente fueron reemplazadas por las del Mannlicher M1895.[7]
- Imperio ruso: compró fusiles Tipo 38 durante la Primera Guerra Mundial.[8]
- Indonesia: empleó fusiles capturados o confiscados a los japoneses.
- Malasia: empleó fusiles capturados o confiscados a los japoneses.
- Polonia: capturó o confiscó lotes rusos de fusiles y carabinas Tipo 30 (c.1897AD), Tipo 35 (c.1902AD) y Tipo 38 (c.1905AD).[9] El fusil Tipo 30 fue designado como karabin japoński wz.97 Arisaka, la carabina Tipo 30 fue designada como karabinek japoński wz.97 Arisaka, el fusil Tipo 38 fue designado como karabin japoński wz.05 Arisaka y la carabina Tipo 38 fue designada como karabinek japoński wz.05 Arisaka. Fueron suministrados a la Policía, Guardias de frontera y milicias.
- Reino del Hiyaz: suministrados por la Royal Navy a Lawrence de Arabia para las fuerzas árabes durante la Rebelión árabe.[5]
- Reino Unido: recibió un lote mixto de fusiles Tipo 30 y Tipo 38 al inicio de la Primera Guerra Mundial para ser empleado en batallones de entrenamiento, los cuales fueron declarados obsoletos en 1921. La Royal Navy también empleó el Arisaka para que el Ejército pudiese disponer de fusiles Lee-Enfield.
- República de China: empleó fusiles capturados o confiscados a los japoneses.
  -  Camarilla de Fengtian: empleado por el Ejército de Zhang Zuolin durante la Era de los caudillos.[10]
- Rusia Soviética: varias unidades del Ejército Rojo emplearon fusiles Arisaka durante la Guerra Civil Rusa.[11][12]
- Tailandia: fabricado bajo contrato para empear el cartucho 8 x 52 R Tipo 66 y designado como Fusil Tipo 66.[13]
- Vietnam: empleó fusiles capturados o confiscados a los japoneses.[14]

## Detalles
Al igual que todas las armas extranjeras capturadas, éstas pueden ser peligrosas al disparar, tanto por la baja calidad de los fusiles "última defensa" producidos por Alemania (frecuentemente usando prisioneros) y Japón durante el final de la Segunda Guerra Mundial, como por modificaciones efectuadas por militares estadounidenses en estos fusiles. La munición para los fusiles Arisaka, que eran frecuentemente "encontrados" en el campo de batalla o recuerdos, no estuvo disponible tras el final de la guerra. Por lo tanto, varios fueron recalibrados para poder emplear municiones disponibles en el mercado estadounidense. Además, los fusiles Arisaka a veces se inutilizaban antes de ser enviados a los Estados Unidos o incluso saboteados. La forma en que tales fusiles fueron inutilizados puede incluir daños permanentes al cajón de mecanismos o la retirada de algunas piezas. 

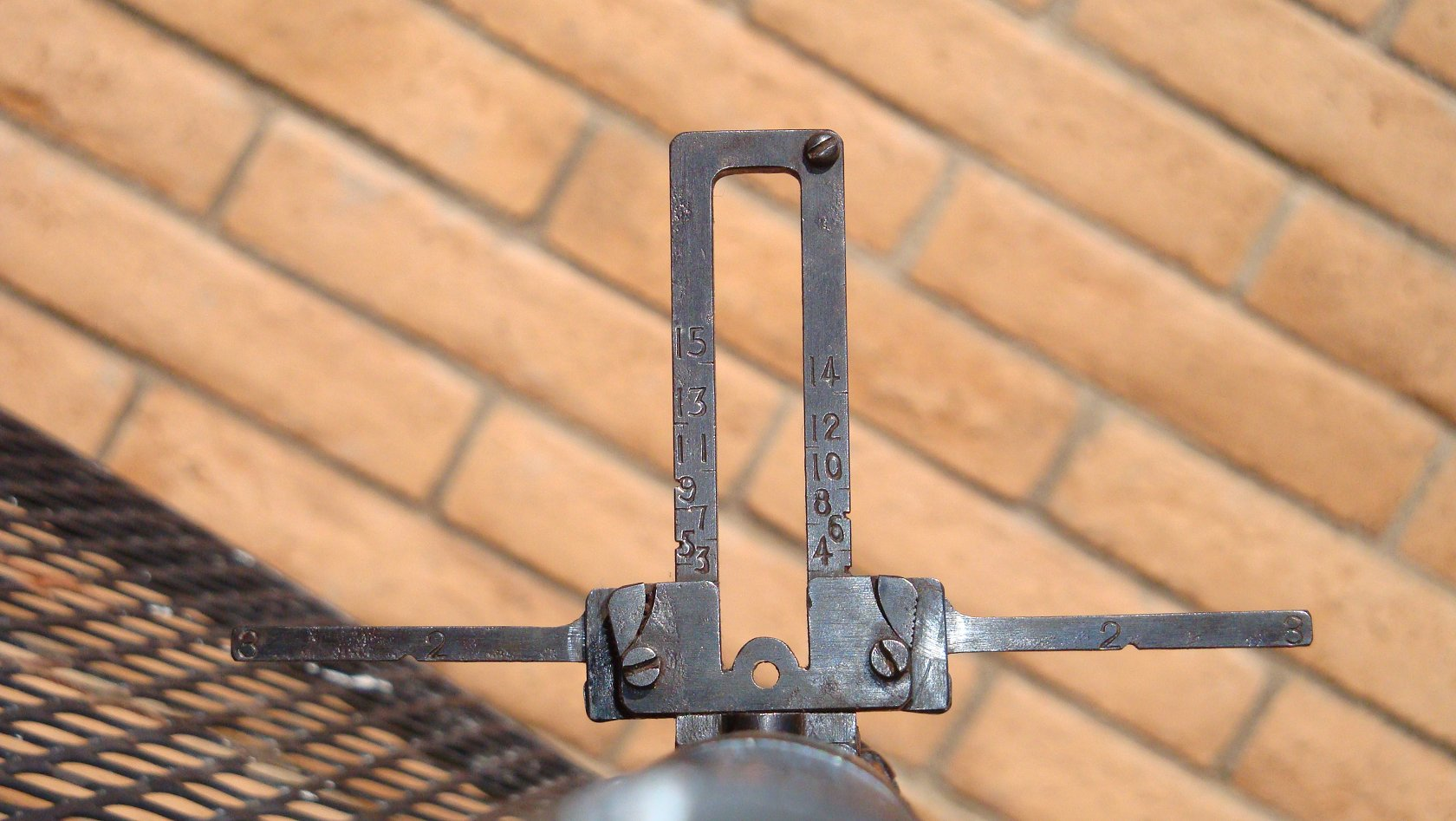
Alza de un fusil Tipo 99, con las regletas antiaéreas intactas y desplegadas.

Los fusiles Tipo 38 eran usualmente modificados para emplear el cartucho 6,5 x 57 Roberts, ya que su bala es del mismo calibre que la munición original. Igualmente, el Tipo 99 calibre 7,70 mm a veces fue recalibrado para emplear el .30-06 Springfield, que tiene dimensiones parecidas pero no idénticas. Mientras que el .30-06 Springfield puede dispararse tras alargar ligeramente la recámara del fusil (de 58 mm a 63 mm), el casquillo del 7,70 x 58 Arisaka es ligeramente más ancho que el del .30-06 Springfield y monta una bala con un diámetro ligeramente mayor, por lo que el casquillo del .30-06 Springfield se hinchará ligeramente al disparar para encajar en la recámara más grande y la bala estándar del .30-06 Springfield con su diámetro de 7,62 mm no tendrá un buen agarre en las estrías del cañón. 
Quienes necesitan municiones para sus fusiles Tipo 99, frecuentemente las fabrican modificando casquillos de .30-06 Springfield. El cartucho alemán 7,92 x 57 también puede emplearse con una bala de 7,70 mm. Las balas del ampliamente disponible .303 British encajarán en las estrías del cañón. La empresa Norma Precision fabrica cartuchos 7,70 x 58 Arisaka, al igual que casquillos para quienes los recargan. Hornady también fabrica cartuchos 6,5 x 50 Arisaka y 7,70 x 58 Arisaka. Ya que el culote del 7,70 x 58 Arisaka es ligeramente mayor que el .30-60 Springfield (por lo que se producen hinchazones de diversos tamaños en casquillos modificados), algunos propietarios prefieren emplear los casquillos adecuados o comprar cartuchos nuevos. Las balas y cargas propulsoras de cartuchos sobrantes .303 British se pueden emplear en casquillos 7,70 x 58 para producir cartuchos con propiedades balísticas similares a la munición militar japonesa original.

## Galería

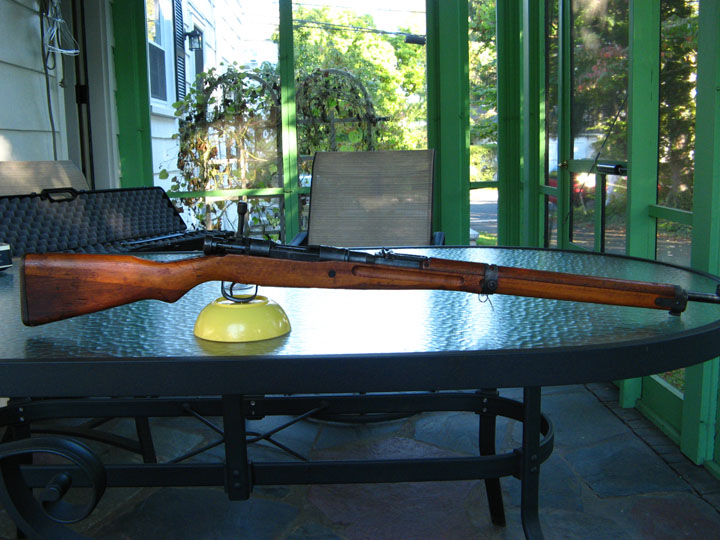
Un fusil Tipo 99 fabricado a finales de la guerra.
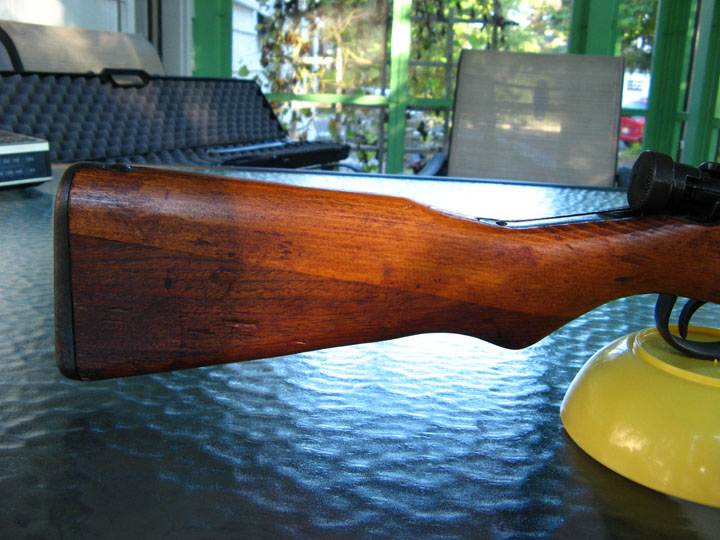
Culata del Tipo 99.
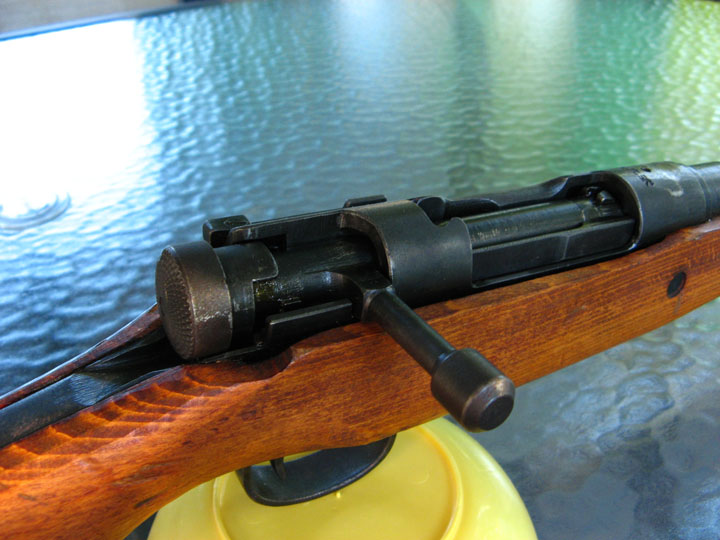
Cerrojo cerrado del Tipo 99.
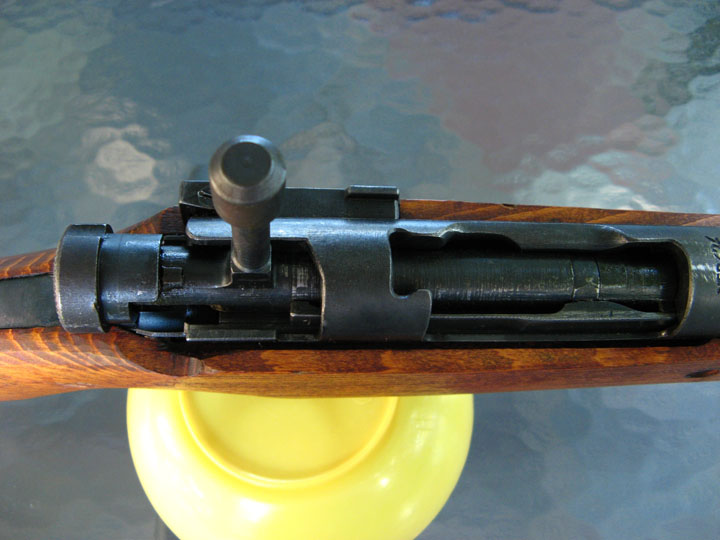
Cerrojo del Tipo 99 listo para abrirse.
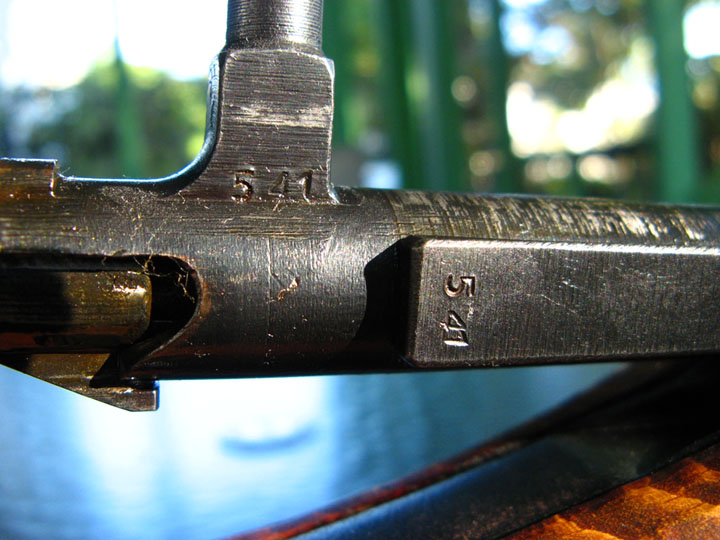
Detalle del cerrojo del Tipo 99.
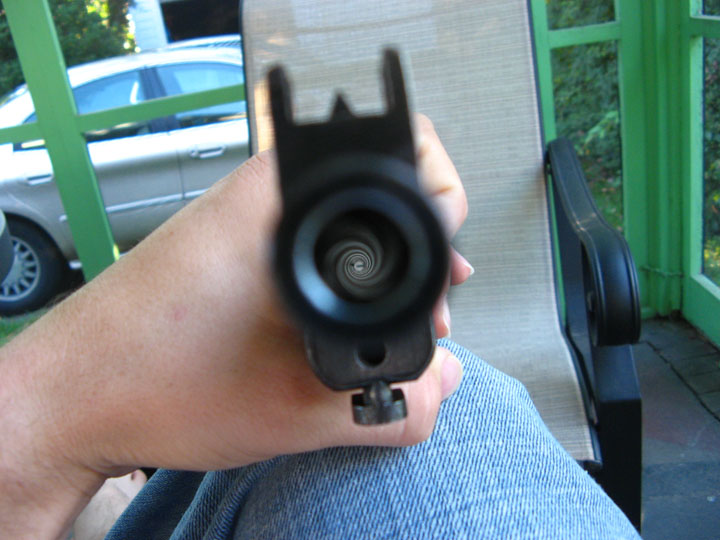
Cañón del Tipo 99, pudiéndose ver el estriado del ánima.
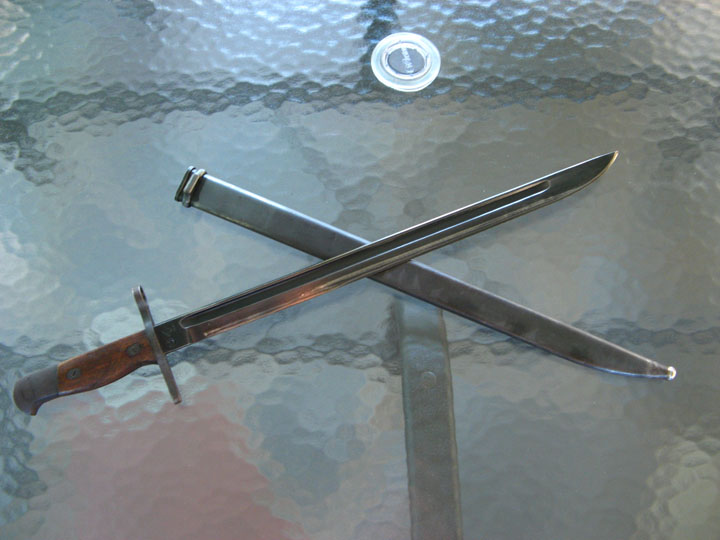
Bayoneta Tipo 30.
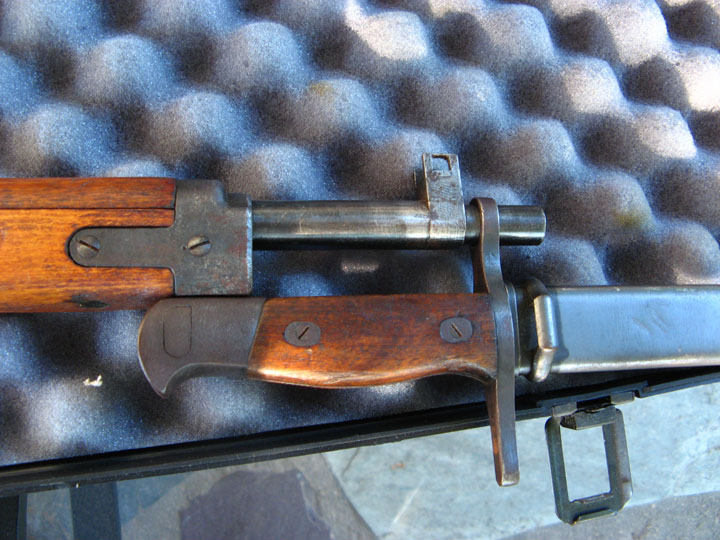
El Tipo 99 con la bayoneta Tipo 30 montada.